# Kasteel Steynehof

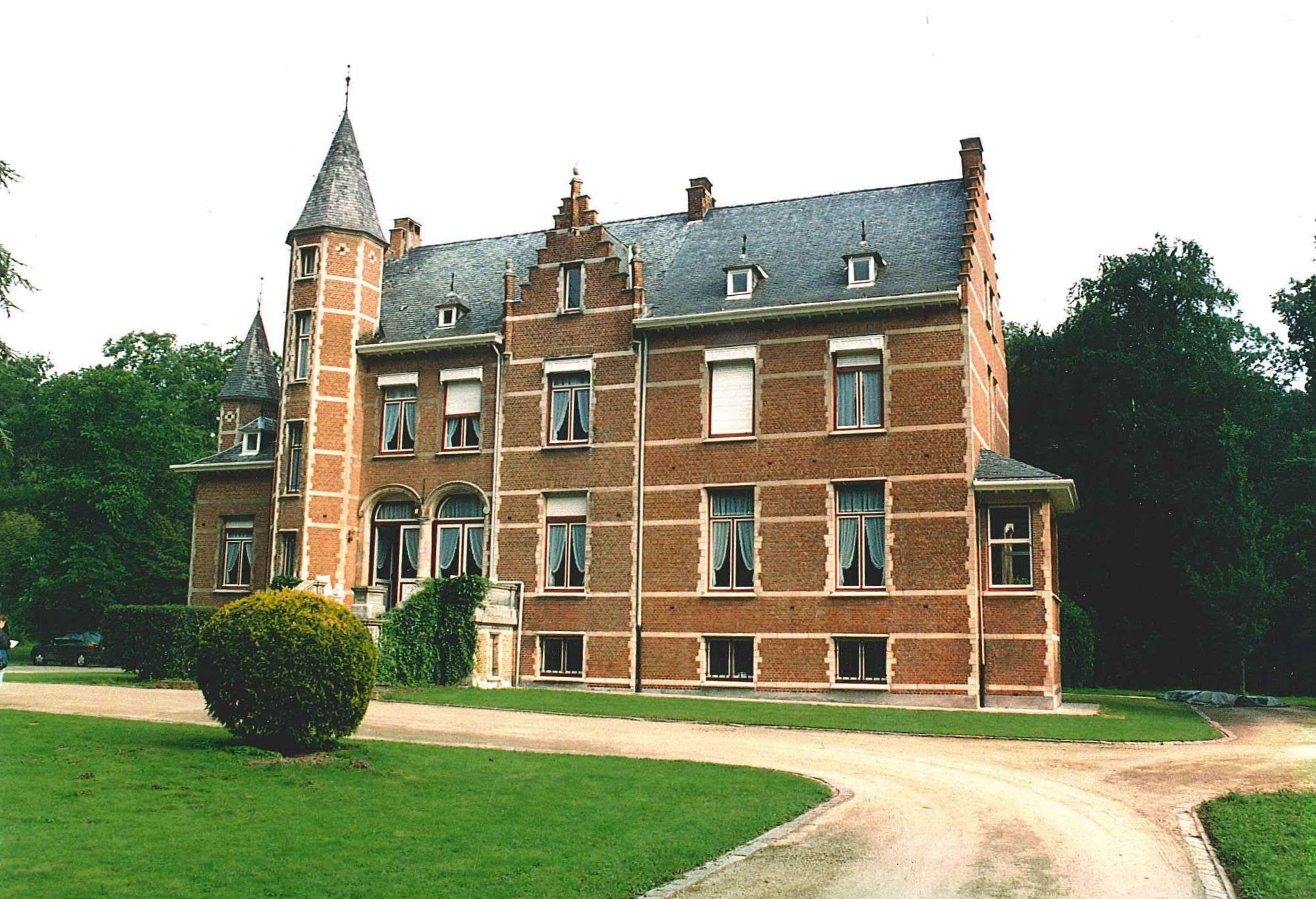
Steynehof

Kasteel Steynehof is een kasteel in de tot de Antwerpse gemeente Nijlen behorende plaats Bevel, gelegen aan de Steynehofweg 1.

## Geschiedenis
Van oorsprong lagen hier de Steynenhoeven, maar begin 19e eeuw werd de meest onvruchtbare landbouwgrond bebost. Eén van de schuren werd verbouwd tot villa. Einde 19e eeuw werd een nieuw kasteel gebouwd door de in Brussel woonachtige L. Stevens. Dit is een in neotraditionele stijl gebouwd bakstenen kasteeltje met zandstenen speklagen, trapgevels en achtkante torentjes.
In 1902 werd het kasteel tijdelijk aan uit Frankrijk verdreven zusters verhuurd.
Het kasteel wordt omringd door een natuurgebied dat overgaat in de Merodese bossen.